# Canadian, Texas
Canadian är en stad i den amerikanska delstaten Texas med en yta av 3,3 km² och en folkmängd, som uppgår till 2 333 invånare (2000). Canadian är huvudorten i Hemphill County i den nordligaste delen av delstaten som kallas Texas Panhandle.